# La Canne en ville
Pour les articles homonymes, voir Canne.
La Canne en ville est un restaurant une étoile  Michelin situé à Ixelles, en Belgique. Le chef est Kevin Lejeune.

## Étoiles Michelin
- en 2020

## Gault et Millau
- 14,5/20